# Typhonia nigrescens
Typhonia nigrescens is een vlinder uit de familie zakjesdragers (Psychidae). De wetenschappelijke naam van deze soort is, als Melasina nigrescens, voor het eerst geldig gepubliceerd in 1920 door Edward Meyrick.

## Type
- lectotype: "male. genitalia slide Janse 161" (aangewezen door Janse 1968: 70)
- instituut: SAMC, Cape Town, Zuid-Afrika
- typelocatie: "[South Africa, Cape Province], Cape Colony, Table Mountain, 2500 ft"